# Waldsiedlung Lichtenberg
Die Waldsiedlung Lichtenberg ist eine denkmalgeschützte Reihenhaussiedlung am Hegemeisterweg in Berlin-Karlshorst. Sie besteht aus zweigeschossigen Ein- und Mehrfamilienhäusern.

## Geschichte

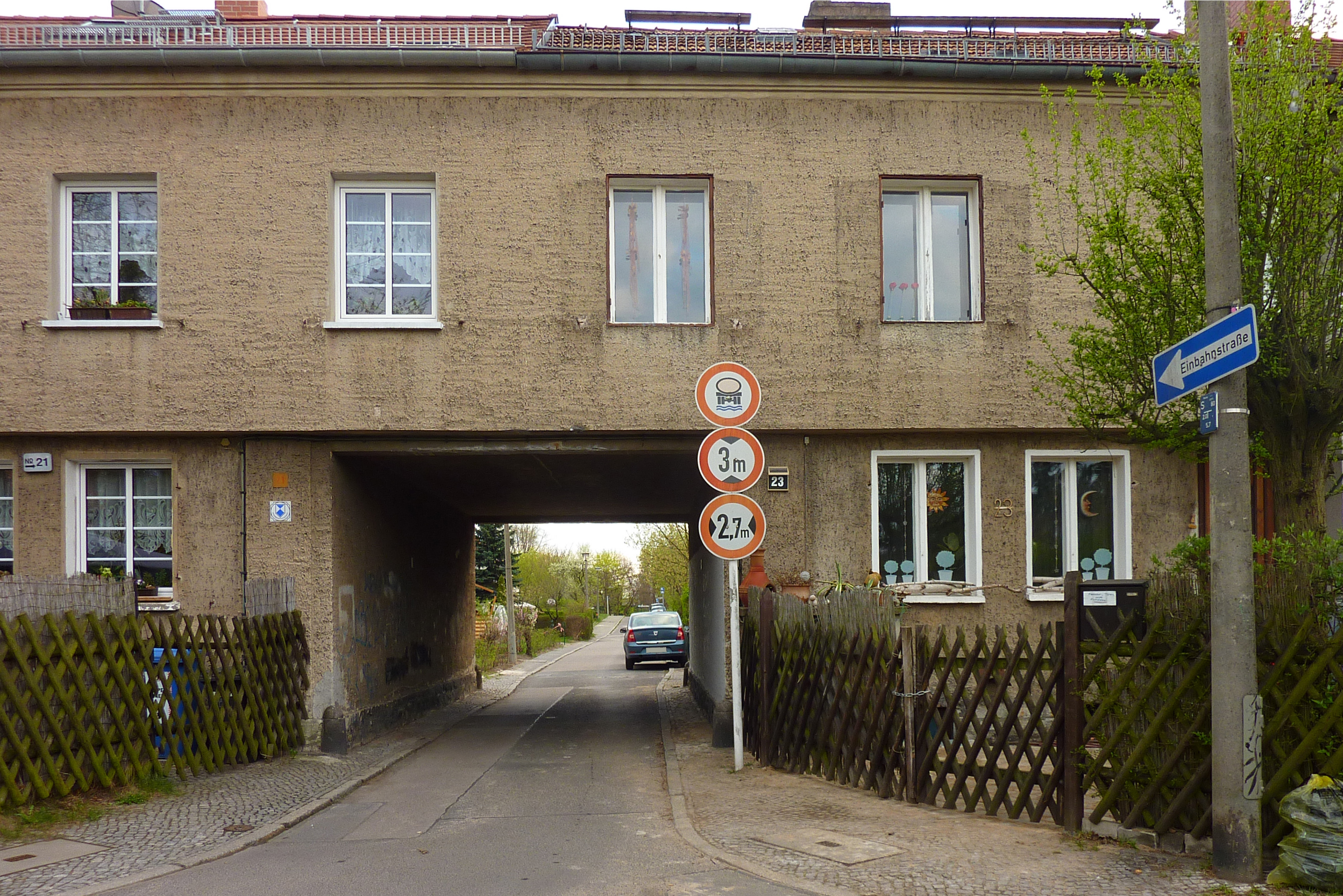
Am Fuchsbau / Gleyeweg

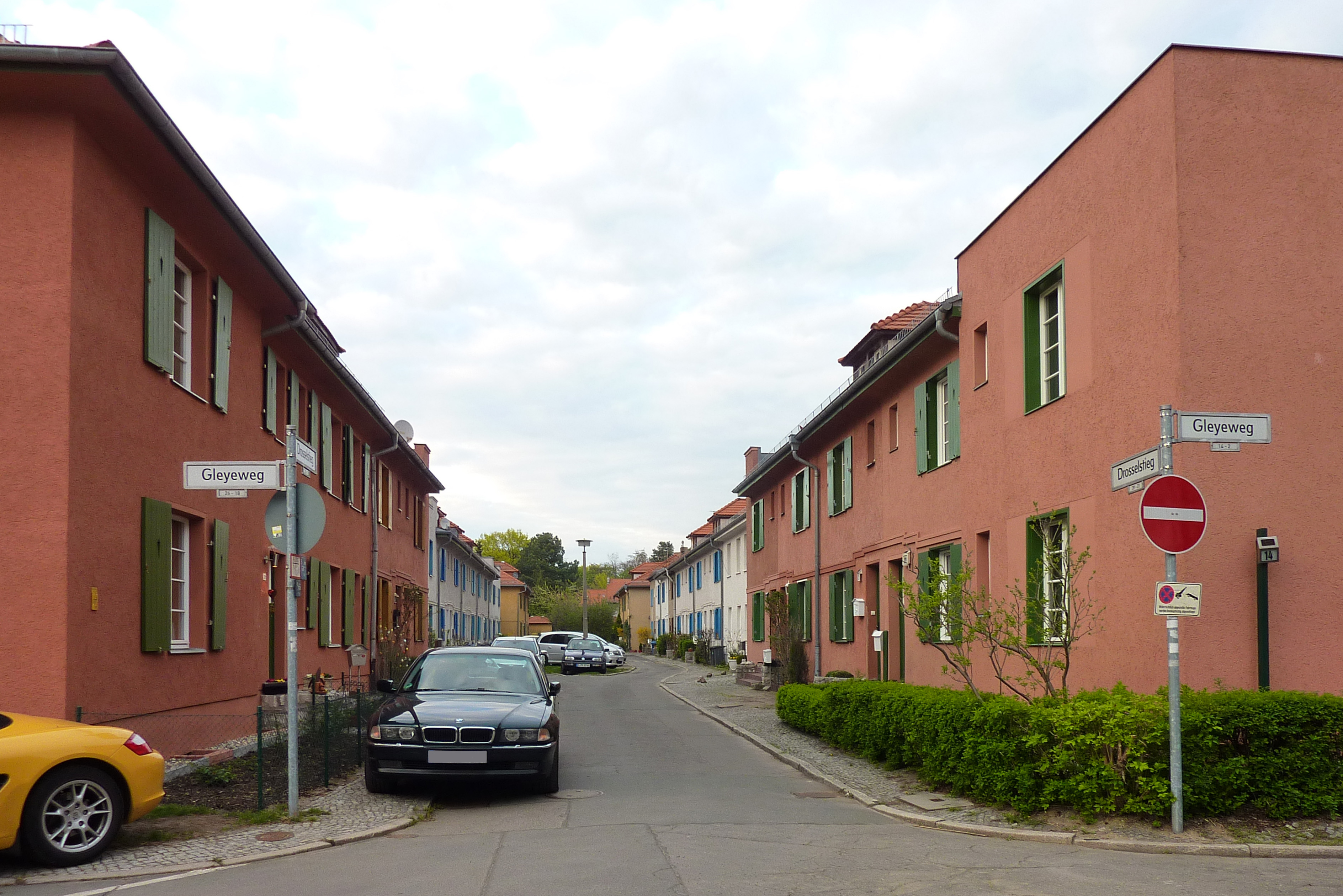
Drosselstieg

Die Siedlung lag zum Zeitpunkt ihres Baus in der Wuhlheide. Sie entstand nach Entwürfen von Peter Behrens aus dem Jahr 1915 und wurde 1919 bis 1920 errichtet. Die Bauausführung lag in den Händen des Lichtenberger Stadtbaumeisters Rudolf Gleye. Bauherr war die Waldsiedlung Berlin-Lichtenberg GmbH.
Von den ursprünglich vorgesehenen 550 Wohneinheiten wurden 117 realisiert, zu deren Versorgung an der „Bullenbahn“ ein Haltepunkt errichtet wurde, um die Bewohner der Siedlung mit Kartoffeln und Brennmaterial zu versorgen. Geplant war die Anlage eines Sportplatzes sowie der Bau einer Schule und einer Apotheke. Diese Pläne wurden allerdings nicht verwirklicht. Die nicht bebauten Flächen wurden ab 1937 mit Zweifamilienhäusern bebaut, die nicht auf die Originalpläne zurückgingen.
Die im Zweiten Weltkrieg zerstörten Häuser wurden in den 1950er Jahren nur zum Teil wiederaufgebaut. Umbauten beeinträchtigten den ursprünglichen Charakter der Siedlung. Nach 1990 gingen die meisten Häuser in Privatbesitz über. Dabei wurde auf die Einhaltung des Denkmalschutzes geachtet.
Die Gesamtanlage umfasst folgende Häuser:
- Hegemeisterweg 18–30, 45–55
- Drosselstieg 1–39
- Fuchsbau 1–15, 19–20
- Gleyeweg 3–13, 17, 21/23
- Liepnitzstraße 63
- Oskarstraße 7

## Charakter
Die Siedlung entspricht einem zu ihrer Bauzeit vorrangig auf soziale Erfordernisse orientierten Konzept. Sparsamkeit in der Flächennutzung, geringe Abstände zwischen den Häusern, schmale Straßen, Verzicht auf architektonische Details, typisierte Fenster und Türen charakterisieren das Gebiet, das Behrens als „architektonisch wirkungsvoll“ bezeichnete.
Die typisierten zweigeschossigen Einfamilienhäuser (Putzbauten mit Ziegeldach) verfügen über drei bis vier Zimmer, Küche, Bad, Waschküche, gesonderte Toilette, ein Mansardenzimmer im Dachgeschoss und einen Gartensitz (Veranda). Hinzu kommt ein 150–300 m² großer Garten mit einem kleinen Stallgebäude zum Halten von Kleintieren. Darüber hinaus gibt es mehrere Vierfamilienhäuser mit kleineren Wohnungen. Die Siedlung zeichnet sich durch eine abgestimmte Farbigkeit aus (Häuser in Hellgrau, Weinrot und Ocker, Eingangstüren und Fensterläden in Blau und Grün).